# Московская медико-хирургическая академия
Моско́вская ме́дико-хирурги́ческая акаде́мия (ММХА) — высшее медицинское учебное заведение, созданное в 1798 году на базе Медико-хирургического училища при Московском госпитале. Некоторое время находилась в подчинении Петербургской академии. С 1837 года получила статус самостоятельно академии. В 1845 году была слита с медицинским факультетом Московского университета.

## История

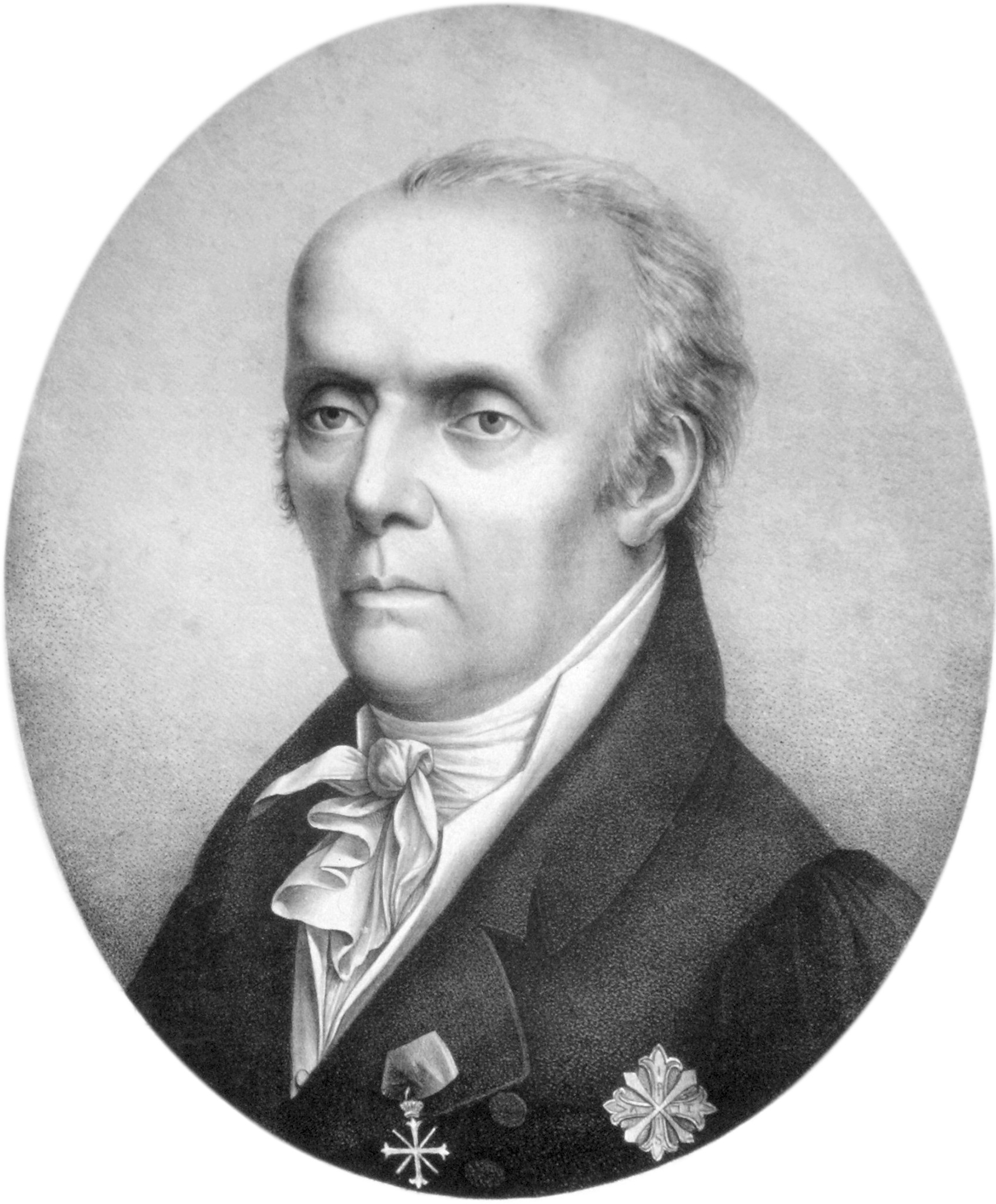
Иван Петрович Франк — ректор Московской медико-хирургической академии, 1819

Долгое время основной задачей правительства Российской империи в области медицины была работа на армию и флот, тогда как гражданское здравоохранение стало формироваться лишь в XVIII веке.

### Предыстория
В начале XVIII столетия подготовка врачей осуществлялась в школах при военных госпиталях: в Москве с 1707 года, в Петербурге и Кронштадте с 1733 года. Управлением медицинским делом в то время занималась Медицинская коллегия, созданная в 1763 году по указу Екатерины II. В круг обязанностей коллегии входили контроль за оказанием медицинской помощи населению и за деятельностью как казённых, так и частных аптек. Также с целью подготовки и распределения медицинских кадров был учреждён «факультет медицинский под правлением двух департаментов: первой есть Коллегия Медицинская, а другой — Канцелярия».
В 1786 году русские медицинские школы были отделены от госпиталей, сделаны самостоятельными и получили название медико-хирургических училищ. В 1789 году начальник Медицинской коллегии, главный директор, барон И. Ф. Фитингоф, представил Екатерине II доклад, в котором говорил, что Коллегия не способна доводить учащихся до докторской степени, «потому что не в таком образе теперь существует учение», и предлагал учредить новую высшую медицинскую школу. При докладе был приложен проект устава будущей академии, который, по мнению профессора Скориченко, был составлен доктором Тереховским. Фитингоф получил высшую санкцию, назначил в предположенную академию профессоров, а директором определил Матвея Христиановича Пеккена, которому и поручил доставить Коллегии устав нового училища. Однако, Фитингоф заболел и вскоре скончался, Пеккен вышел в отставку, преемник Фитингофа, Алексей Иванович Васильев, стал основателем ММХА.
В 1795 году было представлено «Предварительное постановление о должности учащихся и учащих». Этот документ стал первым шагом на пути преобразования медицинского дела в Российской империи и создания Медико-хирургической академии.

### Создание
Официальной датой основания академии считается 18 декабря 1798 года. В этот день вышел императорский указ «Об устроении при главных госпиталях особого здания для Врачебного училища и учебных театров».
Созданная на базе Медико-хирургического училища при Московском госпитале, академия готовила лекарей, главным образом для армии и флота. В 1804 году она была закрыта, а учащиеся переведены в Санкт-Петербург. В 1808 году Московская медико-хирургическая академия возобновила свою работу с подчинением Санкт-Петербургской академии.
В 1805 году во главе учреждения стал известный европейский учёный-медик Иоганн Франк, который с энтузиазмом подошел к исполнению обязанностей ректора. В число его заслуг входит увеличение количества кафедр и самостоятельных курсов до 15, числа студентов — до 400, также при нём была создана методология преподавания. Однако руководство Франка продлилось недолго из-за противодействия придворного врача Якова Виллие, который возглавил академию уже в 1808 году. В этом же году, согласно новому уставу, Медико-хирургическая академия разделилась на два отделения: главное в Санкт-Петербурге и второе в Москве. Число учащихся возросло до 720. Срок обучения составил четыре года, а пятый посвящался практике в госпиталях. Виллие оставался президентом академии до 1838 года. Выпускники академии получали звание кандидата хирургии. Для получения звания лекаря «с полным правом свободной практики» был необходим годовой стаж в военном госпитале.
С 1837 года Московское отделение Медико-хирургической академии получило статус самостоятельной академии, получив независимость от Петербургской. В таком статусе она просуществовала недолго, так как уже в 1844 году вошла в состав медицинского факультета Московского университета. В 1808—1845 годах академия размещалась в здании на Рождественке, построенном по проекту Матвея Казакова.
В первом десятилетии XIX века учреждению были проданы владения № 9 и 11 графа Ивана Воронцова, выходившие на Кузнецкий мост. Огромный сад Воронцова был приспособлен под ботанический сад с участками для разведения лекарственных растений. Принадлежавшие Платону Бекетову центральная и угловая части участка были приобретены 21 сентября 1809 года для размещения на нём главного здания Императорской Медико-хирургической академии, в котором были аудитории, кабинеты, библиотека, в пристройках — больница, общежития для студентов и квартиры преподавателей и обслуживающего персонала.
Главным поставщиком студентов в академию были духовные семинарии: Рязанская, Владимирская, Ярославская и другие, выпускники которых владели латинским языком. Обучение также длилось четыре года с последующим годом практики. С 1809 по 1832 год было выпущено 972 врача. Академия готовила также ветеринарных врачей и повитух. В 1829 году академию окончила первая женщина-зубной лекарь — некая Назон, уроженка Варшавы.
Во время отечественной войны 1812 года академия была эвакуирована во Владимир и Муром.
Академия играла большую роль в ликвидации различных эпидемий, в том числе и холеры. Учёные и студенты работали в госпиталях не только Москвы, но и других городов. При академии имелась больница на 200 человек. Представитель ветеринарного отделения академии Христиан Бунге совершал многочисленные рейсы по стране для прекращения падежа скота, ликвидации эпидемии чумы, сибирской язвы.

### Реорганизация
Постановлением от 19 июня 1845 года Московская медицинская академия слилась с медицинским факультетом Московского университета. После капитального ремонта 28 сентября 1846 года в бывшем здании академии были торжественно открыты факультетские клиники Московского университета: терапевтическая и хирургическая, каждая на 60 кроватей, а также акушерская на 30 мест.
Архив Московской Медико-хирургической академии хранится в Центре хранения документов (ЦХД до 1917) в Москве в виде отдельного фонда № 433.

## Выпускники
См. также: Выпускники Московской медико-хирургической академии

Известные выпускники: Михаил Андреевич Достоевский (отец известного писателя), декабрист Фердинанд Вольф, биолог Карл Рулье, профессор Сергей Алферьев, доктор медицины Иван Клементовский, психиатр Павел Малиновский и другие.

## Сотрудники и преподаватели
См. также: Преподаватели Московской медико-хирургической академии

Практической работой академии руководили её вице-президенты, которыми являлись Н. С. Всеволожский (1809—1818), Г. И. Фишер фон Вальдгейм (1818—1839), А. А. Рихтер (1839—1842), Д. П. Голохвастов (1842—1845).
В Медико-хирургической академии работали профессор патологии Матвей Мудров, хирурги Ефрем Мухин и Павел Шумлянский, естествоиспытатели Григорий Фишер и Михаил Адамс, анатом Илья Протасов, медик Иван Гильтебрандт, фармаколог Николай Анке и другие.
Среди многочисленных выпускников Московской академии, которые продолжали работу в ней, были академик Илья Буяльский, профессор-акушер Герасим Кораблёв, профессор-терапевт Иустин Дядьковский, Александр Овер, Карл Рулье.